# Exarcado patriarcal de Jerusalén y Amán
El exarcado patriarcal de Jerusalén y Amán o de Jerusalén y Jordania (en armenio: Երուսաղեմի առաջնորդություն y en árabe: مطرانية الأرمن الكاثوليك البطريركية في القدس وعمان‎) es una circunscripción eclesiástica de la Iglesia católica en Tierra Santa. Se trata de un exarcado patriarcal armenio, inmediatamente sujeto al patriarca de Cilicia de los armenios. Desde el 11 de septiembre de 2022 su exarca patriarcal es el presbítero Nareg Naamoyan.

## Territorio y organización
El exarcado patriarcal tiene 116 120 km² y extiende su jurisdicción sobre los fieles católicos de rito armenio residentes en Israel, Jordania y los Territorios Palestinos. El exarcado patriarcal está dentro del territorio propio del patriarcado de Cilicia de los armenios.
La sede del exarcado patriarcal se encuentra en la ciudad de Jerusalén Este, en donde se halla la iglesia de Nuestra Señora del Espasmo, que funciona como catedral y es Patrimonio de la Humanidad según la Unesco. La iglesia se halla en la Vía Dolorosa entre la III y la IV estación del Vía Crucis y fue edificada en el siglo XIX gracias a un firman del gobierno otomano del 18 de septiembre de 1887.
En 2022 en el exarcado patriarcal existían 2 parroquias: Nuestra Señora del Espasmo, en Jerusalén Este; y Nuestra Señora de la Asunción, en Amán.

## Historia

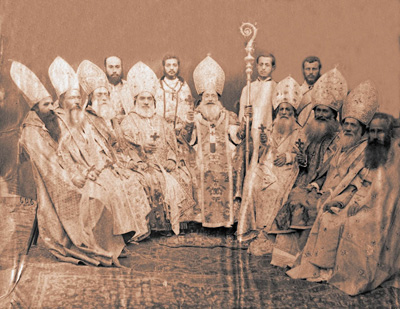
Encuentro de obispos católicos armenios en Jerusalén, c. 1880

El patriarcado armenio de Jerusalén existe desde 1311 como parte de la Iglesia apostólica armenia.
En 1856 el patriarca armenio Gregorio Pedro VIII Der Asdvadzadourian envió al sacerdote Serope Tavitian como su vicario en Jerusalén, quien adquirió un terreno en la Vía Dolorosa. Allí se construyó un oratorio que fue bendecido en 1897 por el patriarca latino de Jerusalén. 
Según el Anuario Pontificio un archieparca armenio católico, Michel Alexandrian, existió en Jerusalén al menos entre 1861 y 1865. En una carta de fechada el 23 de febrero de 1863 mencionó datos sobre el patriarcado de Cilicia, entre ellos que él gobernaba la aechieparquía de Jerusalén.
A finales del siglo XIX ya existía un vicariato patriarcal en Jerusalén, que permaneció hasta que el exarcado patriarcal de Jerusalén fue erigido el 1 de octubre de 1991. 
En 1998 perdió el rango de exarcado patriarcal y devino en territorio de Amán y Jerusalén dependiente del patriarca de Cilicia.
En 2001 el exarcado patriarcal fue restaurado y tomó su nombre actual de Jerusalén y Amán.

## Estadísticas
Según el Anuario Pontificio 2023 el exarcado patriarcal tenía a fines de 2022 un total de 500 fieles bautizados.
| Año                                                                             | Población            | Población | Población      | Sacerdotes | Sacerdotes    | Sacerdotes    | Bautizados por sacerdote | Diáconos permanentes | Religiosos | Religiosos | Parroquias |
| Año                                                                             | Bautizados católicos | Total     | % de católicos | Total      | Clero secular | Clero regular | Bautizados por sacerdote | Diáconos permanentes | Varones    | Mujeres    | Parroquias |
| ------------------------------------------------------------------------------- | -------------------- | --------- | -------------- | ---------- | ------------- | ------------- | ------------------------ | -------------------- | ---------- | ---------- | ---------- |
| 1998                                                                            | 280                  | ?         | ?              |            |               |               |                          |                      |            |            | 2          |
| 2005                                                                            | 400                  | ?         | ?              |            |               |               |                          |                      |            |            | 2          |
| 2012                                                                            | 500                  | ?         | ?              | 2          |               | 2             | 250                      |                      | 2          |            | 2          |
| 2014                                                                            | 500                  | ?         | ?              | 2          |               | 2             | 250                      |                      | 2          |            | 2          |
| 2015                                                                            | 500                  | ?         | ?              | 2          |               | 2             | 250                      |                      | 2          |            | 2          |
| 2018                                                                            | 500                  | ?         | ?              | 2          |               | 2             | 250                      |                      | 3          |            | 2          |
| 2020                                                                            | 500                  | ?         | ?              | 2          |               | 2             | 250                      |                      | 3          |            | 2          |
| 2022                                                                            | 500                  | ?         | ?              | 2          |               | 2             | 250                      |                      | 3          |            | 2          |
| Fuente: Catholic-Hierarchy, que a su vez toma los datos del Anuario Pontificio. |                      |           |                |            |               |               |                          |                      |            |            |            |

## Episcopologio

### Exarcas patriarcales de Jerusalén
- Joseph Debs (1991-1992)
- Joseph Rubian (1992-1995)
- André Bedoglouyan, I.C.P.B. † (1995-1998 retirado)

### Protosincelo del territorio de Amán y Jerusalén dependiente del patriarca de Cilicia
- - Sede suprimida (1998-2001)
- André Bedoglouyan, I.C.P.B. (1998-2001)

### Exarcas patriarcales de Jerusalén y Amán
- Kévork Khazoumian (15 de octubre de 2001-15 de marzo de 2006 nombrado archieparca coadjutor de Constantinopla)
- Raphaël François Minassian, I.C.P.B. (26 de septiembre de 2006-24 de junio de 2011 nombrado ordinario para los armenios católicos de Europa Oriental)
- Joseph Kelekian (8 de agosto de 2011-30 de abril de 2014 renunció)[nota 2]
- Kricor-Okosdinos Coussa (25 de noviembre de 2015-10 de mayo de 2019 renunció)
- Nersès Zabbara (10 de mayo de 2019-11 de septiembre de 2022 cesado)
- Nareg Naamoyan (Narek Louis Namo), desde el 11 de septiembre de 2022